# Gran Premio Industria e Commercio di Prato 1978
Il Gran Premio Industria e Commercio di Prato 1978, trentatreesima edizione della corsa, si svolse il 9 settembre 1978 su un percorso di 240,5 km, con partenza e arrivo a Prato. Fu vinto dallo svedese Bernt Johansson della Fiorella Mocassini-Citroën davanti agli italiani Carmelo Barone e Walter Riccomi.

## Ordine d'arrivo (Top 10)
| Pos. | Corridore        | Squadra                    | Tempo    |
| ---- | ---------------- | -------------------------- | -------- |
| 1    | Bernt Johansson  | Fiorella Mocassini-Citroën | 6h27'01" |
| 2    | Carmelo Barone   | Fiorella Mocassini-Citroën |          |
| 3    | Walter Riccomi   | Scic                       |          |
| 4    | Pierino Gavazzi  | Zonca                      |          |
| 5    | Giuseppe Saronni | Scic-Bottecchia            |          |
| 6    | Clyde Sefton     | Fiorella Mocassini-Citroën |          |
| 7    | Fabrizio Fabbri  | Sanson-Campagnolo          |          |
| 8    | Valerio Lualdi   | Bianchi-Faema              |          |
| 9    | Fausto Bertoglio | Selle Royal-Inoxpran       |          |
| 10   | Bruce Biddle     | Gis Gelati                 |          |